# Anolis anisolepis
Espèce
Synonymes
- Norops anisolepis (Smith, Burley & Fritts, 1968)

Statut de conservation UICN

 LC  : Préoccupation mineure
Anolis anisolepis est une espèce de sauriens de la famille des Dactyloidae. 

## Répartition
Cette espèce est endémique du Chiapas au Mexique. Elle se rencontre de 1 500 à 2 500 m d'altitude dans la meseta centrale du Chiapas.

## Publication originale
- Smith, Burley & Fritts, 1968 : A new anisolepid Anolis (Reptilia: Lacertilia) from México. Journal of Herpetology, vol. 2, no 3/4, p. 147-151.